# Odense Middelalderdage
Odense Middelalderdage er et dansk middelaldermarked, der afholdes hvert år i august måned i Odense på Fyn. Perioden, som markedet dækker, går fra vikingetiden og frem til reformationen i 1536. Det blev afholdt i perioden 1997-2003, hvorefter det først blev afholdt igen fra 2016.
Markedet består af boder, kampshows og demonstrationer af middelaldervåben og musik fra forskellige grupper. I 2017 deltog den danske musikgruppe Almune.

## Historie
Festivalen blev grundlagt i 1997, og blev afholdt hvert år frem til 2003 i Fruens Bøge, hvor man havde op mod 22.000 gæster om året. Michael Ahlefeldt-Laurvig-Bille var protektor for foretagenet på dette tidspunkt. Fonden Hvidehorse-Fionia, der stod bag arrangementet, gik konkurs mellem jul og nytår i 2003, bl.a. som følge af en retssag der kostede 400.000 kr. Inden da havde man overvejet at flytte arrangementet til Svendborg, som følge af uoverensstemmelser med Odense Kommune.
I 2016 genopstod markedet i bydelen Højstrup, hvor over 250 aktører deltog. Her markedsførte man bl.a. ved at tilbyde alle byens skoler billetter for 10 kr. pr. barn i følgeskab med voksne. Markedet blev en succes og blev gentaget året efter i Tusindårsskoven.
I 2019 blev markedet afholdt på Hollufgård.